# Saco amniótico

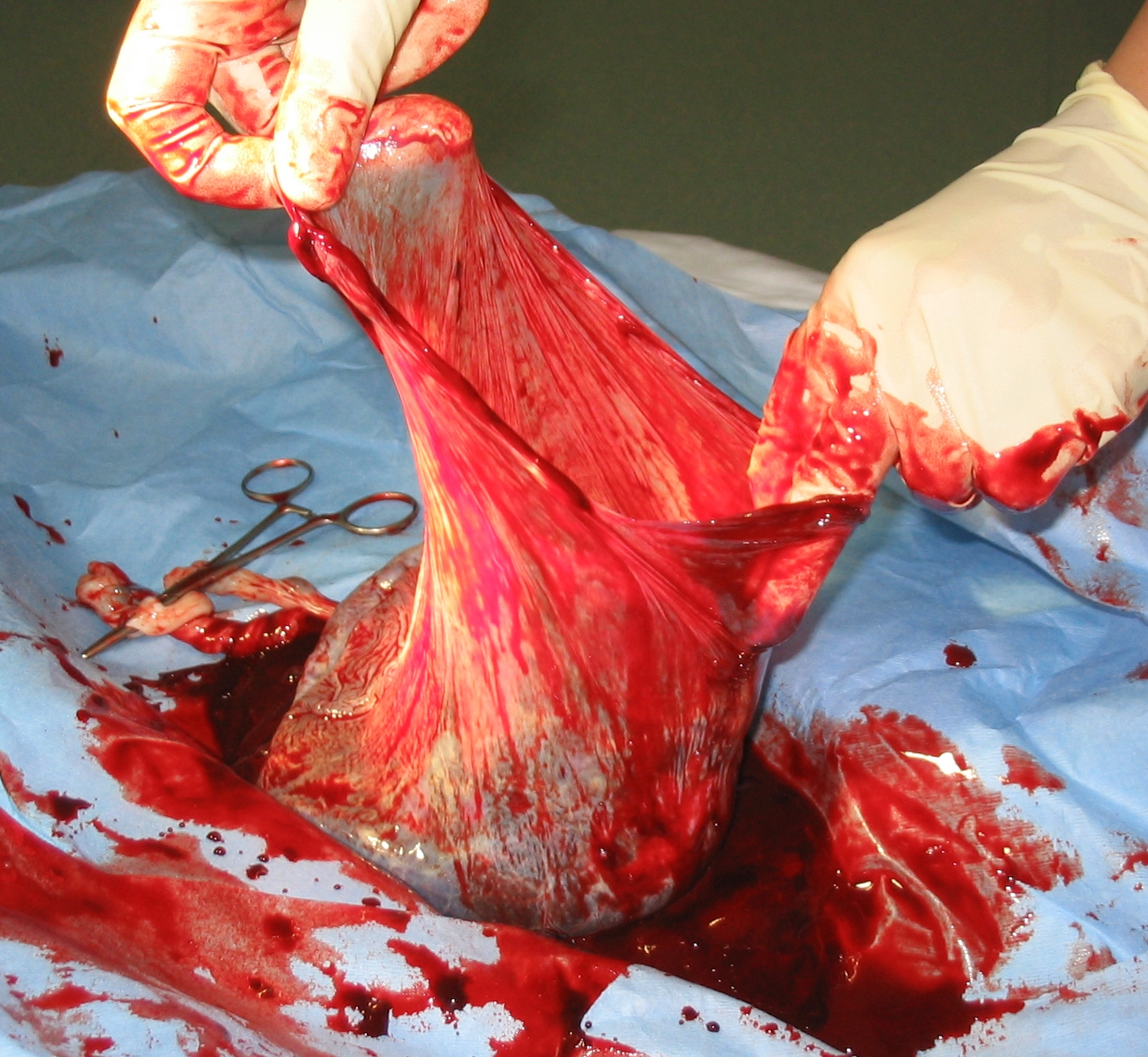
Saco amniótico

El saco amniótico, comúnmente llamado bolsa de aguas, es el saco en el que el feto se desarrolla en los amniotas. Es un par delgado pero resistente de membranas transparentes que sostienen un embrión en desarrollo (y más tarde un feto) hasta poco antes del nacimiento. El interior de estas membranas fetales, el amnios, encierra la cavidad amniótica, que contiene el líquido amniótico y el feto. La membrana externa, el corion, contiene el amnios y es parte de la placenta. En el lado externo, el saco amniótico está conectado al saco vitelino, el alantoides y, a través del cordón umbilical, a la placenta.
Durante el embarazo, dicho líquido amniótico aumenta en volumen a medida que el feto crece. Este volumen alcanza su punto máximo aproximadamente en la semana 34 de gestación, cuando llega a un promedio de 800 mL (mililitros). Aproximadamente 600 mL de líquido amniótico rodean al bebé a término (a la semana 40 de la gestación). El bebé hace circular constantemente este líquido al tragarlo e inhalarlo y reemplazarlo a través de la «exhalación» y la micción.
El líquido amniótico cumple numerosas funciones para el feto:
- Protege al feto de las lesiones externas al amortiguar golpes o movimientos súbitos.
- Permite el movimiento libre del feto y el desarrollo musculoesquelético simétrico.
- Mantiene al feto a una temperatura relativamente constante para el medio ambiente.
- Permite el desarrollo apropiado de los pulmones.

El trastorno por el que se presenta una cantidad excesiva de líquido amniótico se denomina polihidramnios o hidramnios, que con frecuencia acompaña a los embarazos múltiples (mellizos o trillizos), anomalías congénitas o a la diabetes gestacional.
El trastorno por el que hay una disminución de cantidad de líquido amniótico se denomina oligohidramnios u oligoamnios, y puede acompañar a embarazos postérmino, ruptura de membranas, disfunción placentaria, síndrome hipertensivo del embarazo o anomalías fetales (síndrome de Potter, síndrome de Adams).
Las cantidades anormales de líquido amniótico pueden motivar un control adicional del embarazo.
La extracción de una muestra de líquido amniótico se denomina amniocentesis y puede proporcionar información con respecto al sexo, estado de salud y madurez del feto.
El líquido amniótico es una fuente importante de células madre que se pueden utilizar para tratamientos médicos de última generación.